# International Vale Tudo Championship
International Vale Tudo Championship, ou apenas IVC, foi uma organização de vale-tudo, gerida pelo brasileiro Sérgio Batarelli.

## História
A promoção foi fundada em 1997 como uma reação ao aumento de regras no UFC e para estrear uma promoção de luta brasileira própria. Ficou conhecida pela relativa falta de regras (semelhantes as regras iniciais do UFC), lutas de 30 minutos e também por usar um Ringue ao invés de um Octógono ou Cage. Em uma luta memorável, Gary Goodridge colocou os pés dentro da sunga de Pedro Otávio e esmagou seus testículos, após os dois voltarem de pé, Goodridge continuou tentando enfiar as mãos dentro da sunga de Pedro. Colocar as mãos ou pés dentro da sunga se tornou proibido a partir do segundo evento. 
Na década de 1990, era considerado o evento mais real do planeta e o 3º mais importante no mundo, ficando atrás apenas do UFC e Pride.O IVC apresentou ao mundo lutadores como, Wanderlei Silva, Mike Van Arsdale, José Landi-Jons "Pelé", Chuck Liddell, Renato “Babalu” Sobral, Gary Goodridge, Johil de Oliveira, Artur Mariano, Ebenezer Fontes Braga, Branden Lee Hinkle, Carlão Barreto, Wallid Ismail e muitos outros.

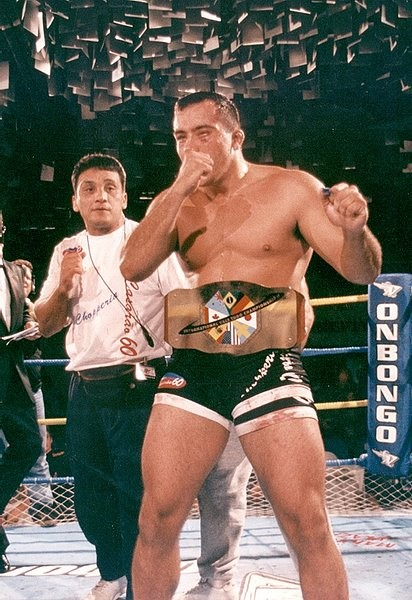
Artur Mariano ganha o cinturão dos pesos-pesados no IVC 2 após derrotar Wanderlei Silva.

O evento realizou 16 eventos, incluindo 3 internacionais na Venezuela, República Federal da Iugoslávia e Portugal e durou até 2003 devido a proibição de lutas de Vale-tudo com poucas regras pelo estado de são paulo em favor do MMA, que era mais regulado e seguro. Em 2016 o evento retornou com o evento IVC 15: The New Era, agora com regras de MMA e a adoção de um Octógono semelhante ao UFC e também com lutas de Kickboxing. Após esse evento não foram mais realizados eventos do IVC.

## Regras
- A duração máxima de cada luta é de 30 minutos
- Vitório por Nocaute ou Finalização.

### Não É Permitido
- Morder
- Enfiar o dedo nos olhos
- Colocar os dedos dentro da boca
- Segurar nas cordas
- Chutar se estiver usando sapatilha
- Colocar as mãos ou pés dentro da sunga do adversário (A partir do IVC 2[3])

## Eventos
| Evento                                       | Data                    |
| -------------------------------------------- | ----------------------- |
| IVC 1 - Real Fight Tournament                | 06 de Julho de 1997     |
| IVC 2 - A Question of Pride                  | 15 de Setembro de 1997  |
| IVC 3 - The War Continues                    | 10 de Dezembro de 1997  |
| IVC 4 - The Battle                           | 07 de Fevereiro de 1998 |
| IVC 5 - The Warriors                         | 26 de Abril de 1998     |
| IVC 6 - The Challenge                        | 23 de Agosto de 1998    |
| IVC 7 - The New Champions                    | 23 de Agosto de 1998    |
| IVC 8 - The Road Back to the Top             | 20 de Janeiro de 1999   |
| IVC 9 - The Revenge                          | 20 de Janeiro de 1999   |
| IVC 10 - World Class Champions               | 27 de Abril de 1999     |
| IVC 11 - The Tournament is Back              | 27 de Abril de 1999     |
| IVC 12 - The New Generation of Middleweights | 26 de Agosto de 1999    |
| IVC 13 - The New Generation of Lightweights  | 26 de Agosto de 1999    |
| IVC 14 - USA vs. Brazil ou IVC Venezuela     | 11 de Novembro de 2001  |
| IVC - Rumble in Yougoslavia                  | 01 de Dezembro de 2002  |
| IVC - Starwars 1                             | 22 de Março de 2003     |
| IVC 15 - A New Era                           | 20 de Outubro de 2016   |